# Dacia, dragostea mea
Dacia, dragostea mea este un film românesc din 2009 regizat de Ștefan Constantinescu, Julio Soto. Rolurile principale au fost interpretate de actorii Miodrag Belodedic, Grigore Munteanu, Nicolae Petrișor.

## Distribuție
Distribuția filmului este alcătuită din:
- Nicolae Petrișor — în propriul rol